# Какуа
Каку́а (англ. Kakua) — одне із 15 вождівств округу Бо Південної провінції Сьєрра-Леоне. Адміністративний центр — місто Бо, яке однак не входить до складу вождівства, а утворює окремий муніципалітет.
Населення округу становить 51074 особи (2015; 31508 в 2008, 29770 в 2004).

## Адміністративний поділ
У адміністративному відношенні вождівство складається з 8 секцій:
| № | Назва    | Оригінальна назва | Площа, км² | Населення, осіб (2008) | Адміністративний центр |
| - | -------- | ----------------- | ---------- | ---------------------- | ---------------------- |
| 1 | Кордже   | Korjeh            | -          | -                      | -                      |
| 2 | Кпандобу | Kpandobu          | -          | -                      | -                      |
| 3 | Нґуабу   | Nguabu            | -          | 8398                   | -                      |
| 4 | Ньява    | Nyawa             | -          | -                      | -                      |
| 5 | Ньяллай  | Nyallay           | -          | -                      | -                      |
| 6 | Самамьє  | Samamie           | -          | 11906                  | -                      |
| 7 | Сева     | Sewa              | -          | -                      | -                      |
| 8 | Сінде    | Sindeh            | -          | -                      | -                      |